# Jaboti
Jaboti é um município brasileiro do estado do Paraná.

## História
Inicialmente, Jaboti foi um distrito subordinado a Tomazina, conforme a lei estadual n.º 1.110, de 19 de março de 1912, e se emancipou em 10 de abril de 1929, graças à lei estadual nº 2.645.
O novo município, no entanto, seria extinto por força do decreto n.º 106, de 22 de janeiro de 1934, que restituiu seu território ao de Tomazina. Essa condição se manteve até 14 de novembro de 1951, quando a lei estadual n.º 790 transferiu seu território para o recém-criado município de Japira.
Somente em 26 de novembro de 1954 Jaboti recuperaria sua emancipação, graças à lei estadual n.º 253, que o desmembrou de Japira.

## Geografia
Possui uma área de 139 km², representando 0,0698% do estado, 0,0247% da região e 0,0016% de todo o território brasileiro. Localiza-se a uma latitude 23º44'34" sul e a uma longitude 50º04'33" oeste, estando a uma altitude de 560 metros. Sua população estimada em 2005 era de 4.724 habitantes.[carece de fontes?]
Até 25 de julho de 1960, o município era composto de dois distritos, porém a lei estadual nº 4.245 emancipou o distrito de Conselheiro Mairinck, deixando Jaboti apenas com seu distrito-sede.

### Demografia
Dados do Censo - 2000
População total: 4.590
- Urbana:   2.641
- Rural:    1.949
- Homens:   2.359
- Mulheres: 2.231

Índice de Desenvolvimento Humano (IDH-M): 0,799
- IDH-M Renda:       0,734
- IDH-M Longevidade: 0,773
- IDH-M Educação:    0,890

## Administração
- Prefeito:   Regis William Siqueira Rodrigues (PSD, 2021 – 2024)
- Vice-prefeito: Professora Lucia Helena